# 40e régiment de marche
Pour les articles homonymes, voir 40e régiment.
Le 40e régiment d'infanterie de marche (ou 40e régiment de marche) est un régiment d'infanterie français, qui a participé à la guerre franco-allemande de 1870 et à la campagne de 1871 à l'intérieur.

## Création et différentes dénominations
- 7 octobre 1870 : formation du 40e régiment d'infanterie de marche
- 4 septembre 1871 : fusion dans le 40e régiment d'infanterie de ligne

## Chef de corps
- 9 octobre 1870 : lieutenant-colonel Bonet[1]
- 6 novembre 1870 : lieutenant-colonel Jobey[2],[3]

## Historique
Le 40e régiment de marche est formé à Bourges par décret du 7 octobre 1870, à trois bataillons (six compagnies au 1er et 2e, seulement deux au 3e). Il amalgame les 5e et 6e compagnies du 4e bataillon du 78e régiment d'infanterie de ligne, la 8e compagnie du 2e bataillon du 79e régiment d'infanterie de ligne, les 1re compagnies de dépôt des 75e, 76e, 77e, 82e, 87e, 88e, 89e, et 91e et 93e régiments d'infanterie de ligne, la 2e compagnie de dépôt du 37e régiment d'infanterie de ligne, la 4e compagnie de dépôt du 90e régiment d'infanterie de ligne.
Au 15 octobre, il fait partie de la 2e brigade de la 3e division du 16e corps d'armée,, (armée de la Loire).
Le 1er janvier 1871, il est renforcé par un détachement de 426 hommes du 89e de ligne. Le 3e bataillon passe alors à six compagnies. Il participe mi-janvier au combat de Saint-Jean-sur-Erve.
Il est renforcé début février à Laval par un détachement de 50 hommes du 88e de ligne et un autre de 78 hommes du 90e de ligne.
Il fusionne le 4 septembre 1871 dans le 40e régiment d'infanterie de ligne.